# Van Lynden

Stamwapen, verschijningsvorm uit de 18e eeuw

Van Lynden is een oud Gelders geslacht dat vanouds tot de adel van de Nederlanden behoort. De familienaam komt uit het plaatsje Lienden in de Betuwe, waar de familie haar naam aan heeft ontleend.

## Geschiedenis
Het oudst bekende lid van het geslacht Van Lynden, Steven, wordt vermeld in 1307 en was gegoed in het plaatsje Lienden, waar de familie haar naam aan heeft ontleend. Vanaf 1814 werden leden van het geslacht benoemd in de ridderschappen en gingen vanaf toen behoren tot de Nederlandse adel, enkelen met de titel van baron of barones. Later in de 19e eeuw verkregen enkele leden van het geslacht de titel van graaf bij eerstgeboorte en één tak, de tak Van Lynden van Sandenburg, die van graaf of gravin op allen.

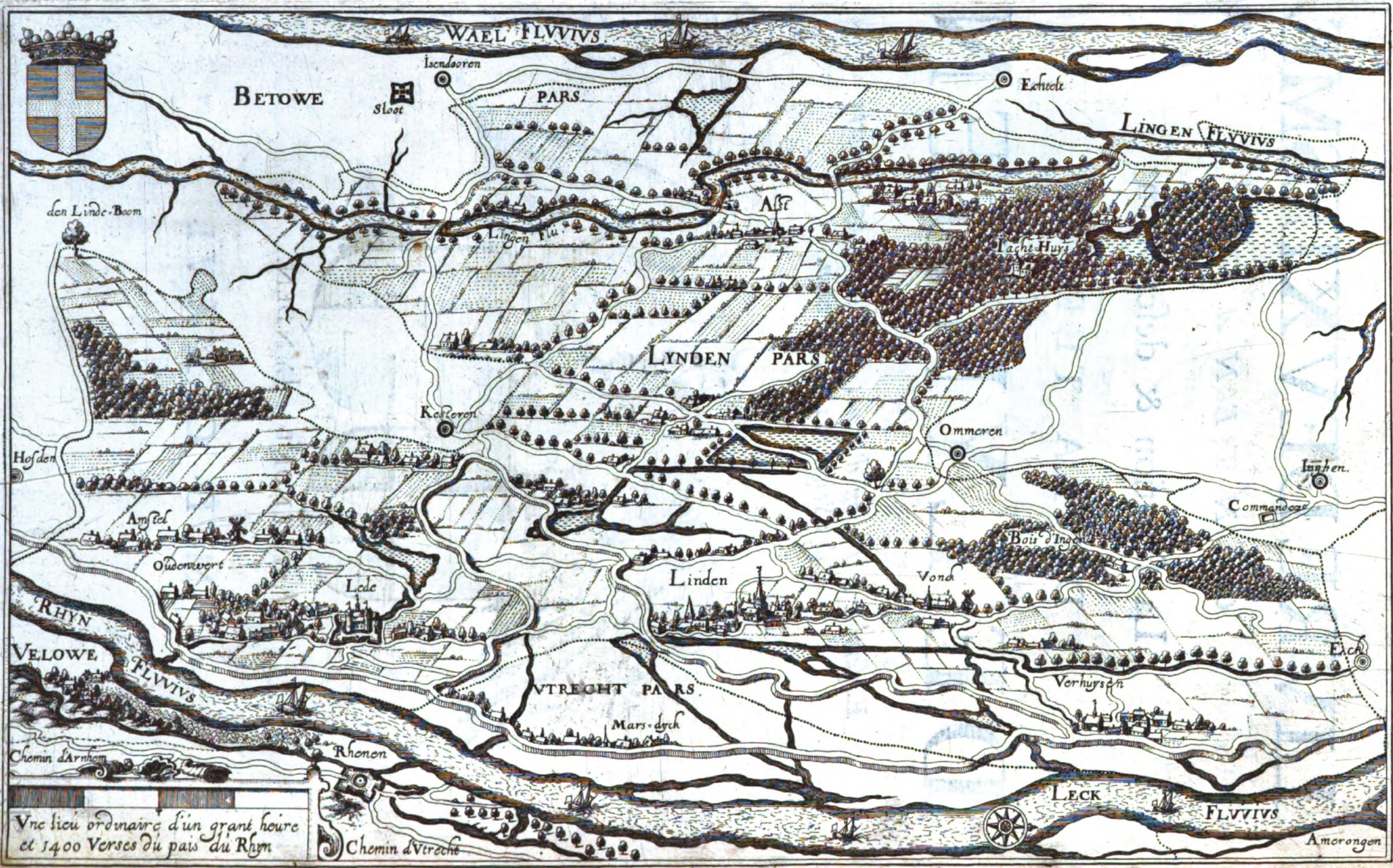
Kaart van de heerlijkheid Lynden in de 17e eeuw
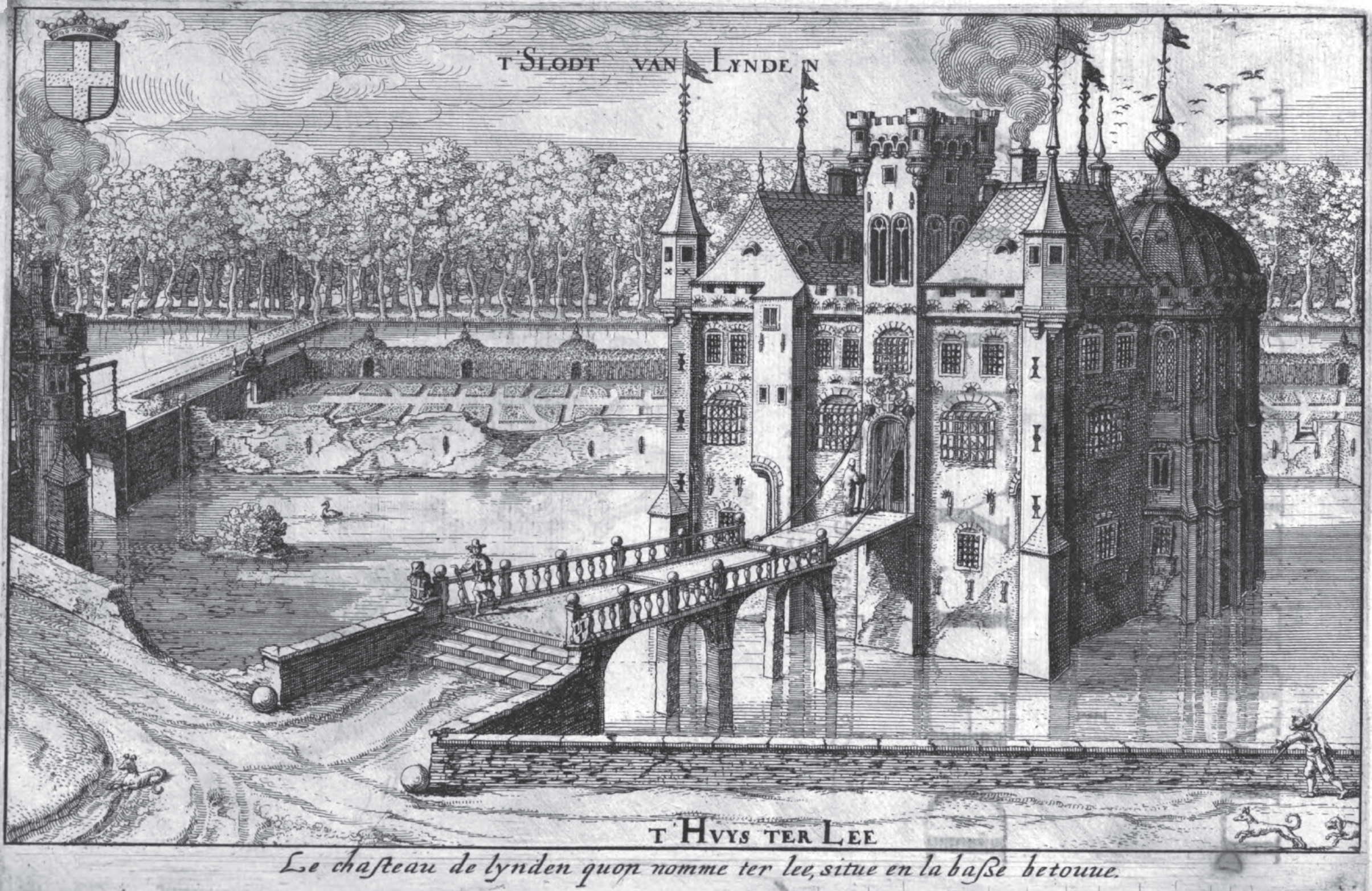
Ter Lede
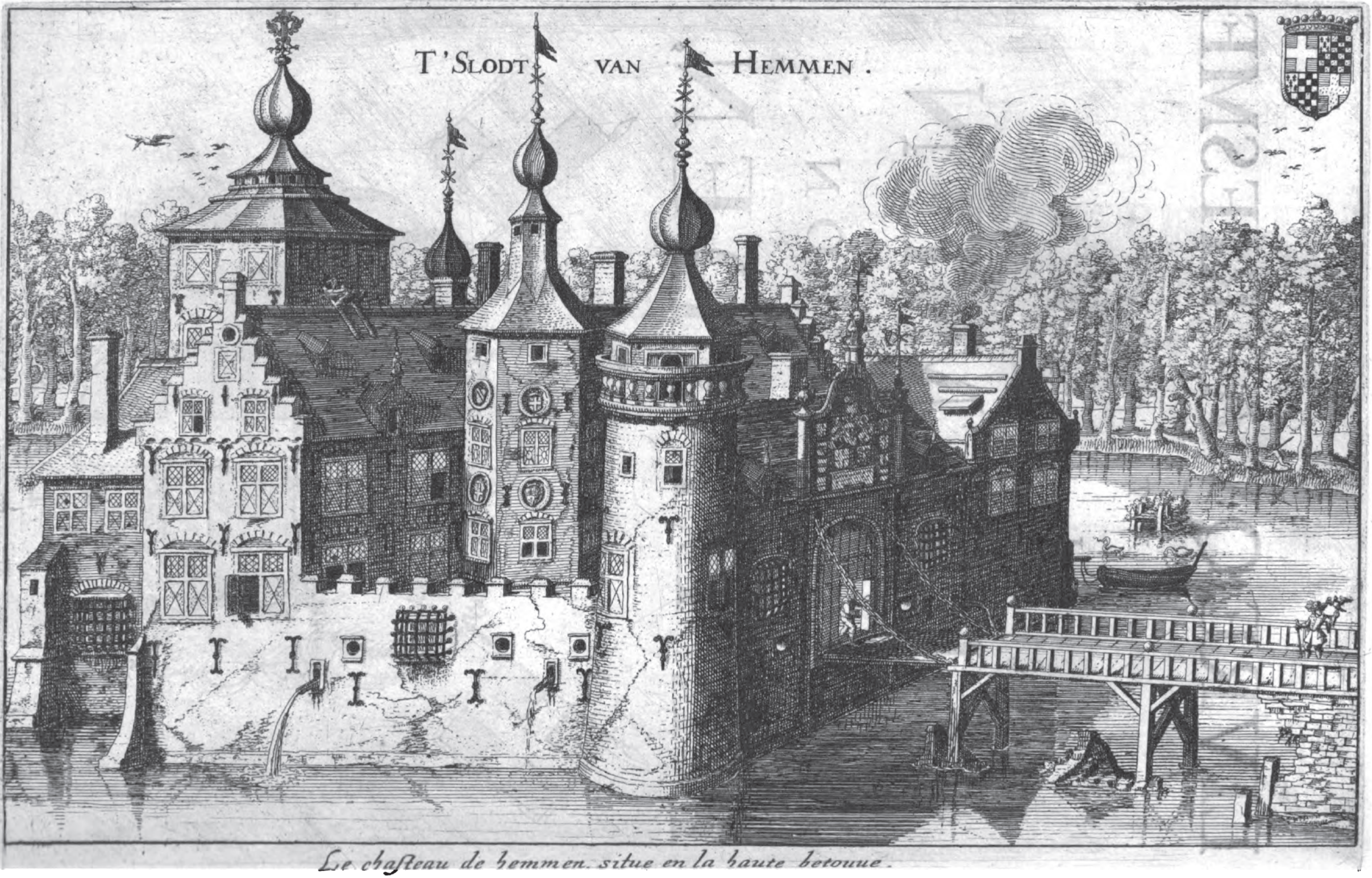
Hemmen
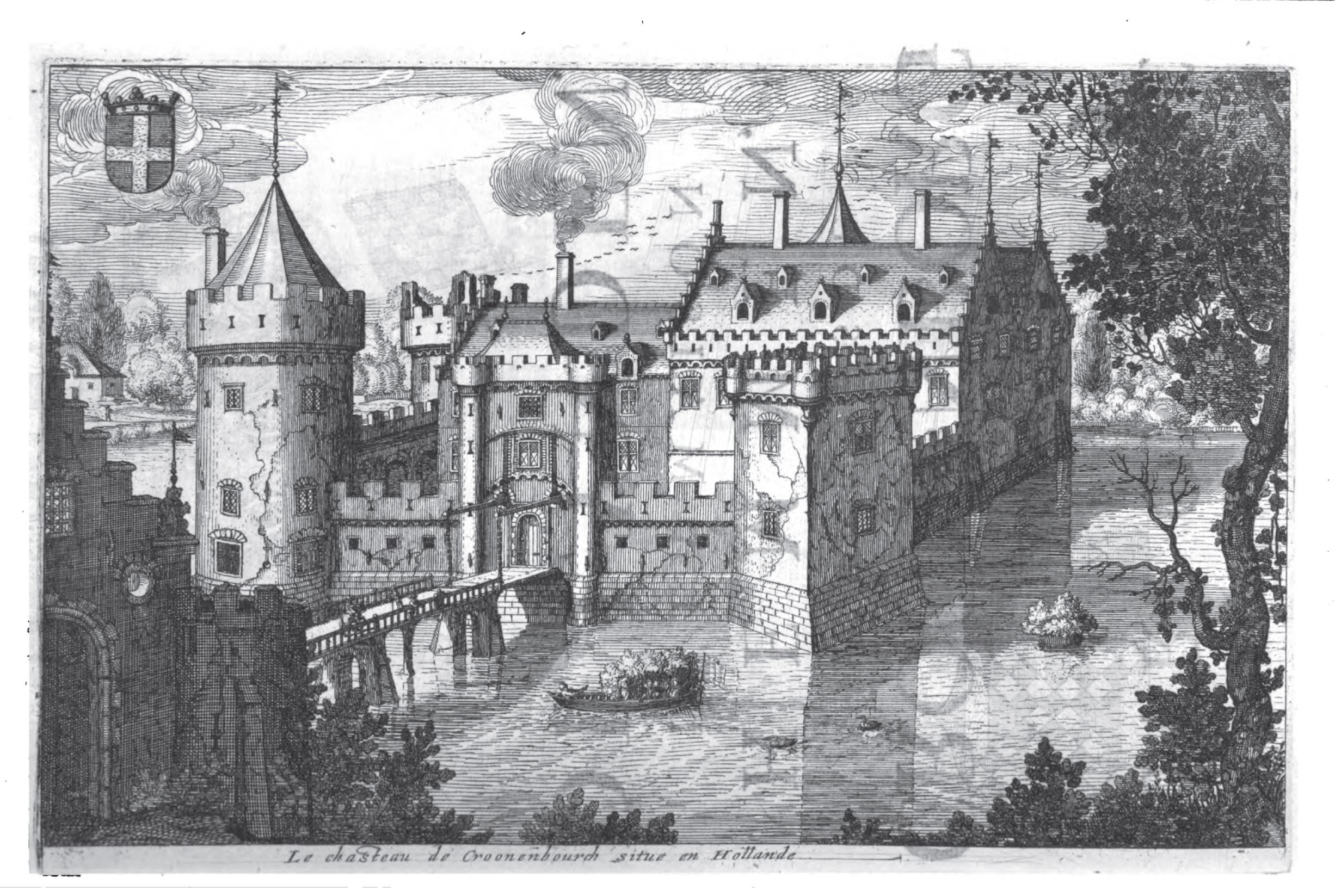
Kronenburg
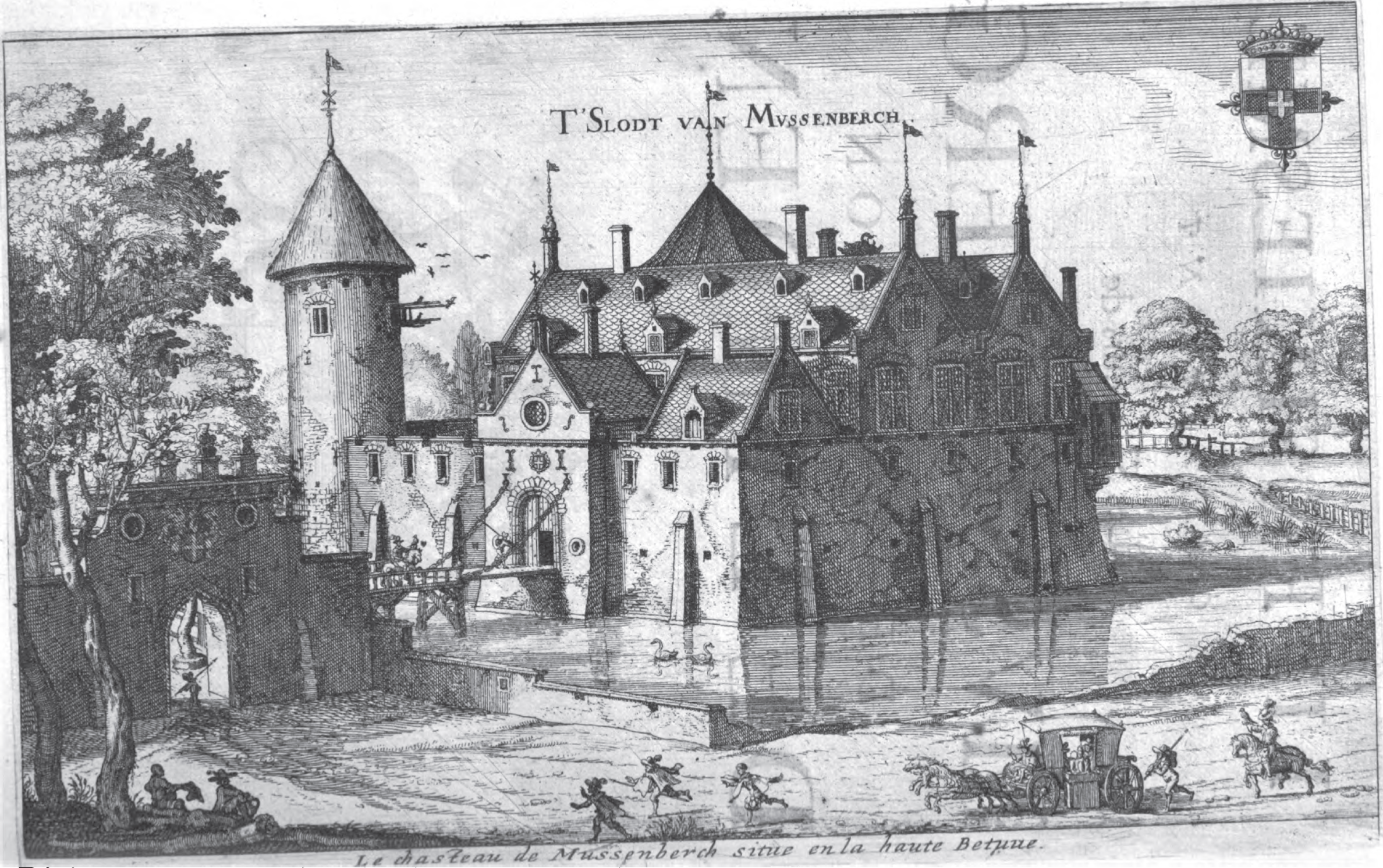
Mussenberg
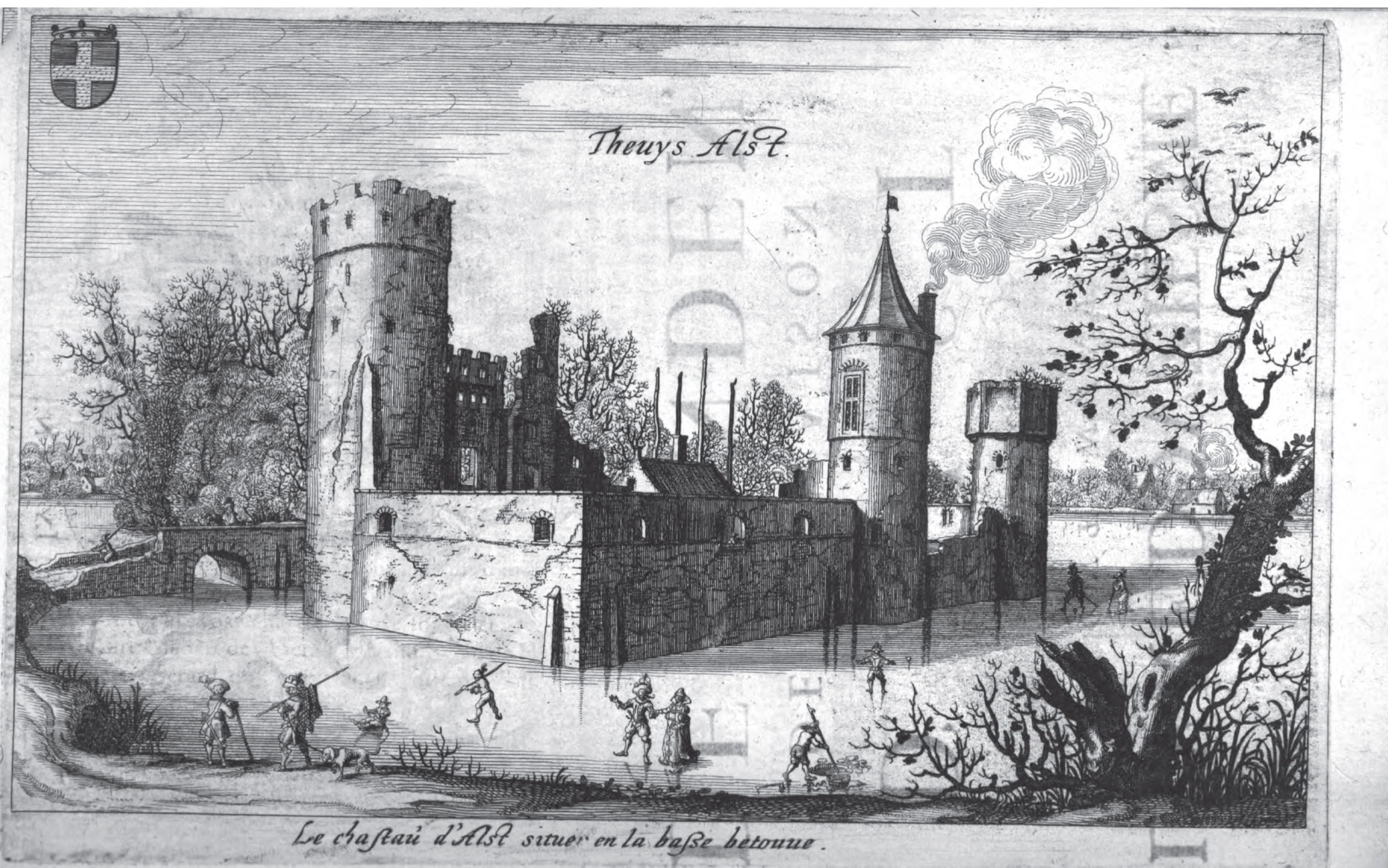
Aalst
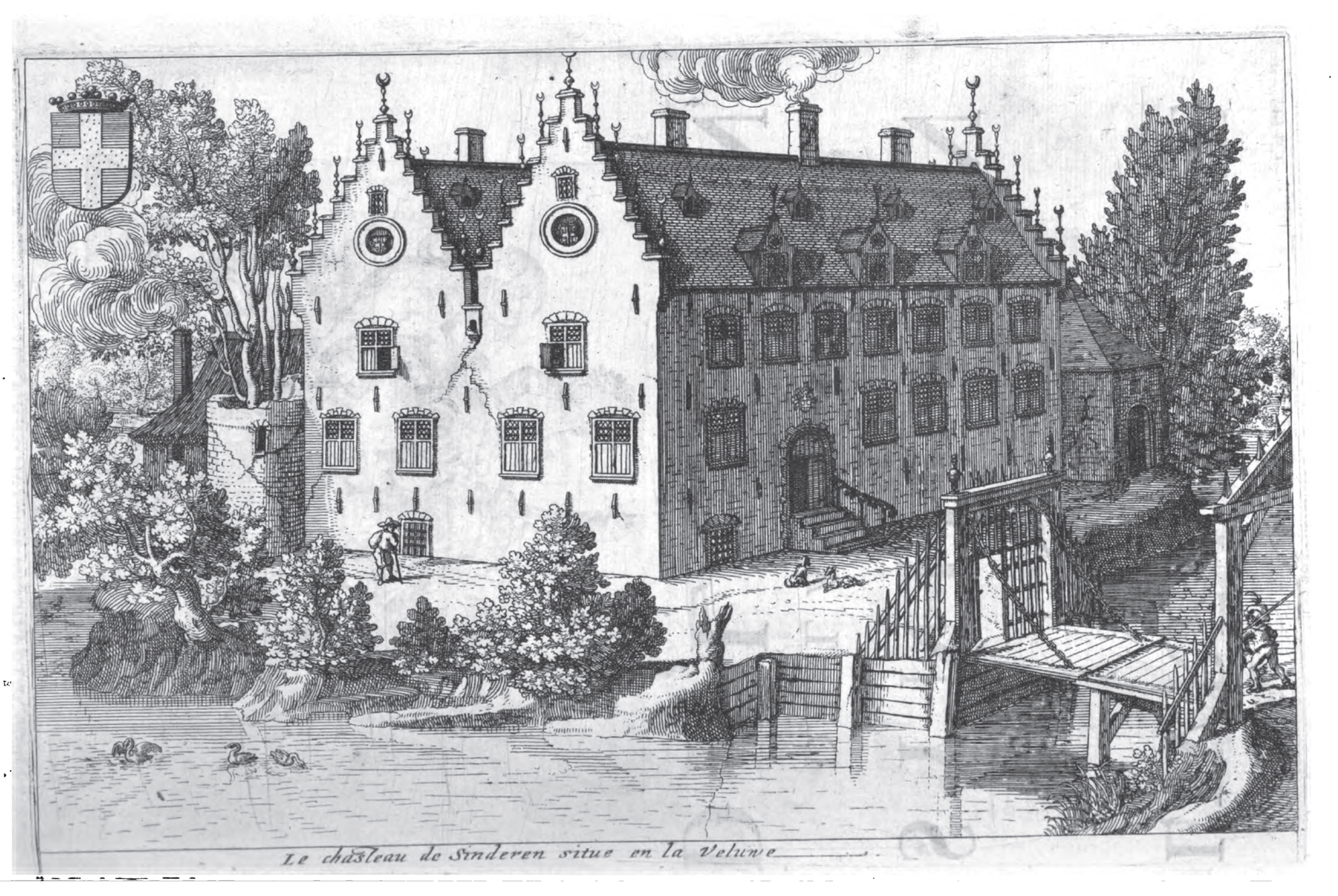
Voorst

## Leden

### Hertogdom Gelre

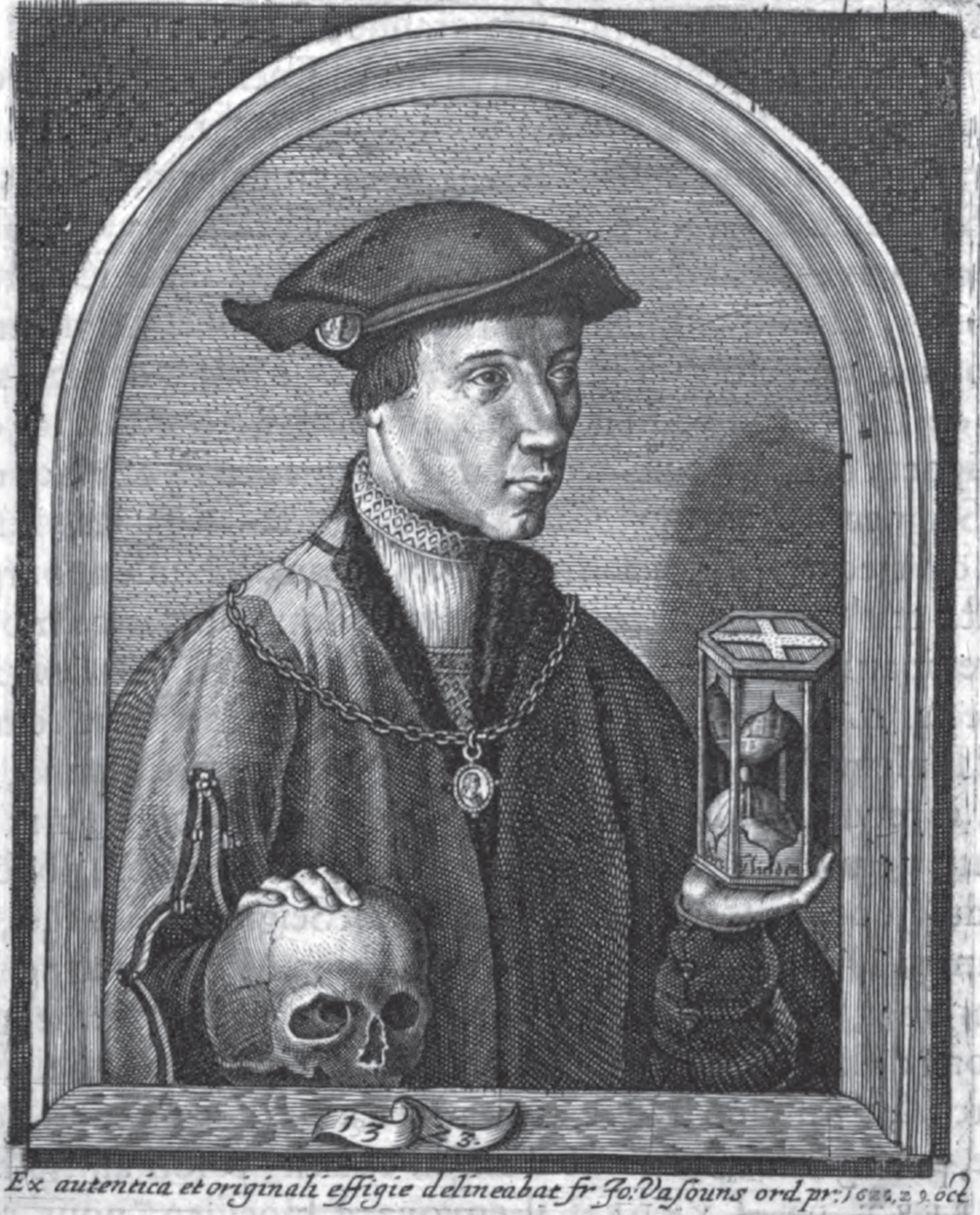
Dirck III van Lynden, heer van Lynden, Leede, Oldenweert, Ommeren & Alst, schenk van het hertogdom Gelre.
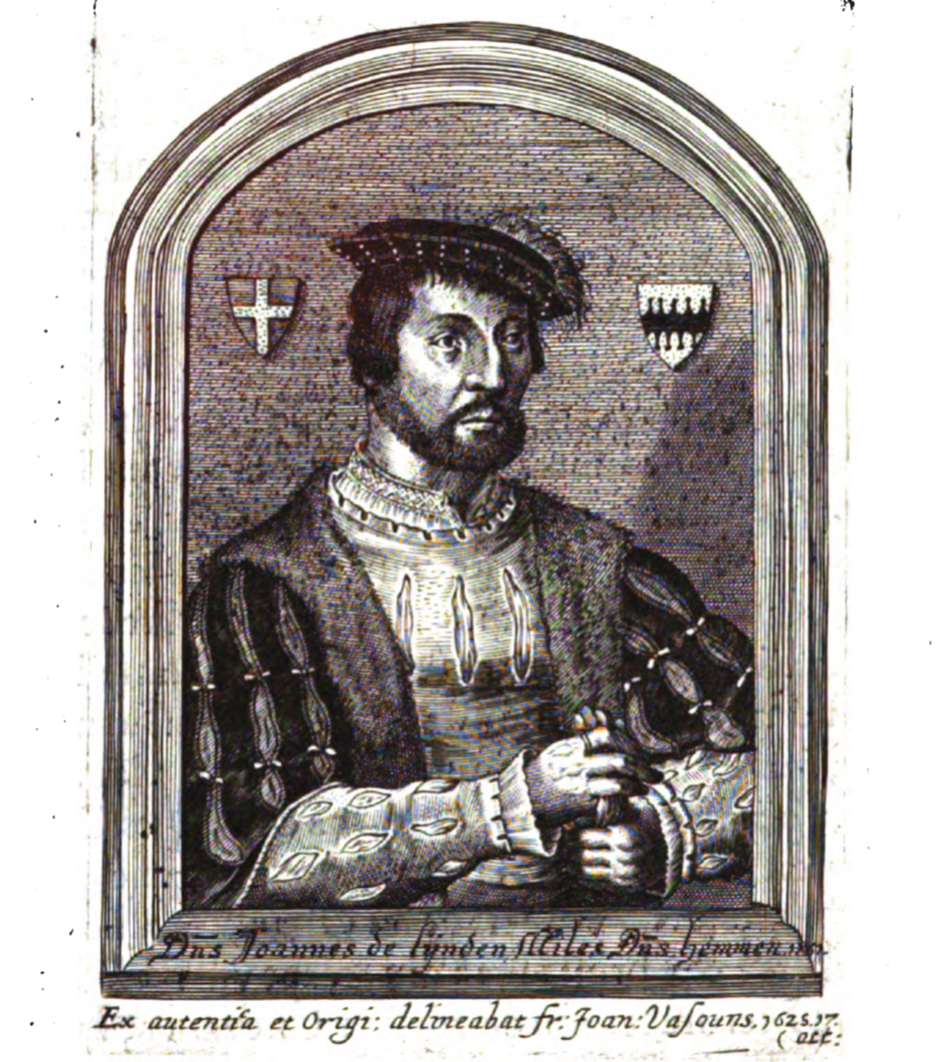
Jan van Lynden, baron van Hemmen, heer van Boedelenham & Mussenbergh, schenk van het hertogdom Gelre.
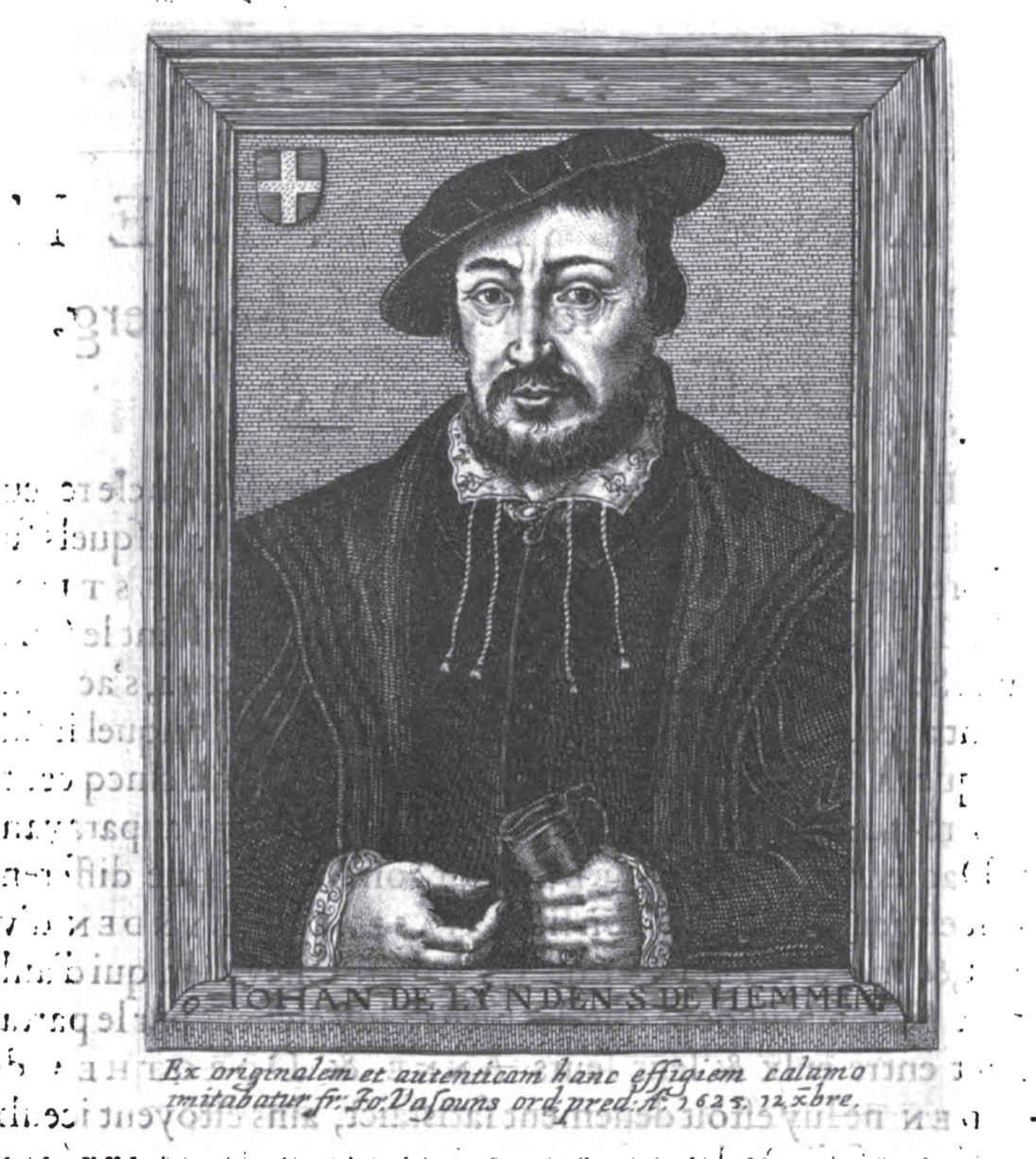
Jan van Lynden van Hemmen, heer van Mussenbergh
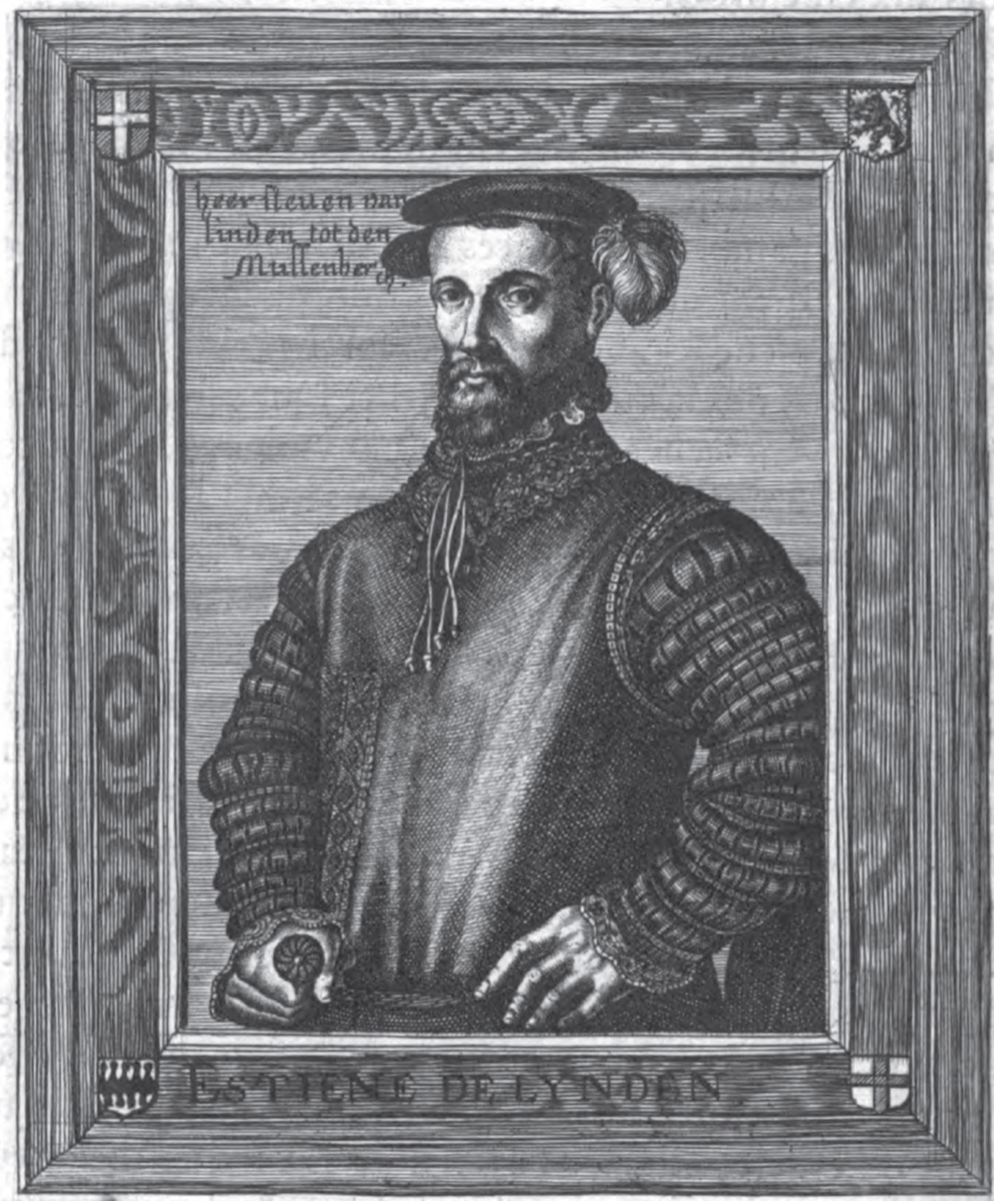
Steven van Lynden van Mussenbergh.
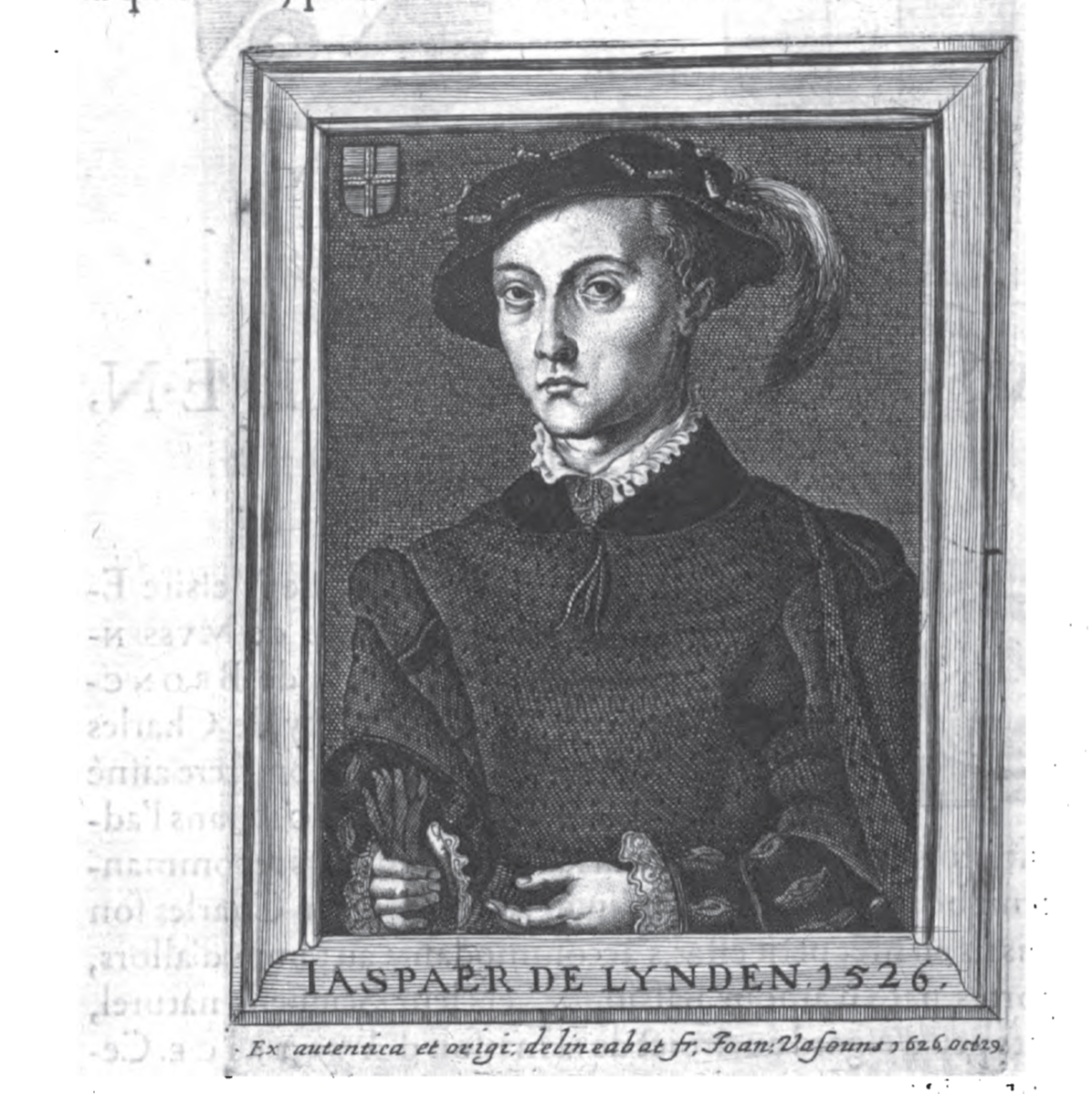
Jasper van Lynden van Mussenbergh (1526).

### Enkele telgen
- Caspar Anton van Lynden tot de Park (1707-1748), drost van de Heerlijkheid Bredevoort
- Josina Carolina van Lynden (1717-1791), filosofe
- Constantia van Lynden van Hoevelaken (1761-1831), maîtresse van Willem V van Oranje-Nassau
- Willem Carel Hendrik van Lynden van Blitterswijk (1736-1816), Eerste Kamerlid
- Frans Godert van Lynden van Hemmen (1761-1845) (1761-1845), Eerste Kamerlid
- Jan Hendrik van Lynden van Lunenburg (1765-1854), Eerste Kamerlid
- Jan Elias Nicolaas van Lynden van Hoevelaken (1766-1841), Tweede Kamerlid, voorzitter Tweede Kamer
- Jan Carel Elias van Lynden (1770-1825), provinciaal gouverneur
- Dirk van Lijnden (1779-1837), burgemeester van Nijmegen
- Frans Godart Aiso Boelens van Lynden (1781-1828), grietman van Opsterland en opdrachtgever voor de bouw van Lyndenstein
- Willem Jan Elias van Lynden van Hemmen (1791-1860), buitengewoon lid Tweede Kamer
- Frederik August Alexander Carel van Lynden van Sandenburg (1801-1855), buitengewoon Tweede Kamerlid
- Willem van Lynden (1806-1866) - Tweede Kamerlid
- Rudolph Willem van Lynden (1808-1876) (1808-1876), commissaris van de Koning
- Constantijn Theodoor van Lynden van Sandenburg (1826-1885), Tweede Kamerlid, Eerste Kamerlid, minister, minister van Staat
- Willem Arnold van Lynden, bestuurder
- Frans Godert van Lynden (1836-1931), Eerste Kamerlid
- Robert Melvil van Lynden (1843-1910), Eerste Kamerlid, minister
- Alex van Lynden van Sandenburg (1873-1932), Tweede Kamerlid, vicepresident Raad van State, commissaris van de Koningin
- Godert Jacob Karel van Lynden (1886-1964),  NSB-burgemeester van Baarn
- Samuel Willem Alexander van Voerst van Lynden (1904-1945), burgemeester en verzetsstrijder
- Constant Theodore Emmo van Lynden van Sandenburg (1905-1990), commissaris van de Koningin
- Frank Wolfaert Boudewijn van Lynden (1918-2000), voorzitter van de Hoge Raad van Adel

## Wapen

1814
1818
1839
1860
1882

Het stamwapen bestaat uit een rood schild met daarop een gouden kruis. Het schild werd gedekt met een gekroonde helm, voorzien van een rood-gouden dekkleed en een helmteken en de vorm van een zwarte hazewindhond. In een licht gewijzigde vorm werd het wapen in 1814 bij de benoeming, erkenning en titelerkenning volgens soeverein besluit te Brussel aan alle nakomelingen van Diederik van Lynden toegekend. De beschrijving luidt:
"In rood een gouden kruis. Een aanziende helm; een kroon van drie bladeren en twee gouden parels; dekkleden goud en rood; helmteken een naar rechts gewende zittende zwarte hazewind, goud gehalsband; schildhouders, twee zwarte hazewinden als van het helmteken; het geheel geplaatst op een geel gemarmerd voetstuk."
In 1818 werd een kleine wijziging doorgevoerd wegens een titelerkenning "graaf" voor de eerstgeborene van Jan Carel Elias van Lynden, waarbij de gouden parels op de kroon van zilver werden, en een groen voetstuk met een gouden opstand. In 1839 met een titelerkenning "baron" voor enkele telgen een versie met een bruin voetstuk zonder schildkroon. In 1860 wederom een wijziging wegens een titelerkenning "baron" en "baronnes" voor Johanna Theodora van Voërst. De helm werd halfaanziend (schuin gedraaid), het voetstuk bruin. Bij de titelverlening in 1874 werd volgens Koninklijk Besluit aan de eerstgeborene van Rudolph Willem baron van Lynden een wapen verleend met als wijziging het bruine voetstuk gemarmerd. De titelverlening van 1882, tevens bij Koninklijk Besluit, aan Constant Theodore baron van Lynden van Sandenburg werd het voetstuk egaal bruin. De kroon met de zeven of negen parels is een variant op de gebruikelijke gravenkroon met drie bladeren en twee parels, niet te verwarren met een baronnenkroon.

## Voetnoten
1. ↑  NA (1998).
2. ↑  Coen O.A. Schimmelpenninck van der Oije, Egbert Wolleswinkel, Jos van den Borne, Conrad Gietman Volgens beschrijvingen uit het Wapenregister van de Nederlandse adel Hoge Raad van Adel 1814 - 2014 Uitgave: WBooks, 2014 bladzijde 397 t.m 400

D'Aubremé † ·
Bentinck † ·
Van den Bosch ·
De Borchgrave d'Altena ·
Van Bylandt ·
Du Chastel de la Howarderie † ·
Van Gronsfeld Diepenbrock † ·
Dumonceau ·
Van der Duyn † ·
Festetics de Tolna ·
De Ficquelmont † ·
De Geloes ·
Van der Goltz † ·
Van Heerdt † ·
Van Heiden † ·
De Hochepied ·
Van Hoensbroeck ·
Van Hogendorp · 
Von Hompesch-Rürich † · 
De Larrey † ·
Van Limburg Stirum · 
Van Lynden ·
De Marchant et d'Ansembourg ·
Van Nassau la Lecq † ·
De Norman d'Audenhove ·
Von Oberndorff ·
Van Oranje-Nassau van Amsberg · 
De Perponcher Sedlnitsky ·
Von Quadt ·
Van Randwijck ·
Von Ranzow ·
Van Rechteren ·
Van Reede † ·
Van Renesse † · 
De Riquet de Caraman ·
Schimmelpenninck ·
Zu Stolberg-Stolberg ·
Van Wassenaer † ·
Wolff Metternich † ·
Van Zuylen van Nijevelt

Geslachten die tot de adel van het Koninkrijk der Nederlanden behoren of hebben behoord. Lijst volgens opgave van de Hoge Raad van Adel. †: Geslacht uitgestorven of titel vervallen.